# The Wash

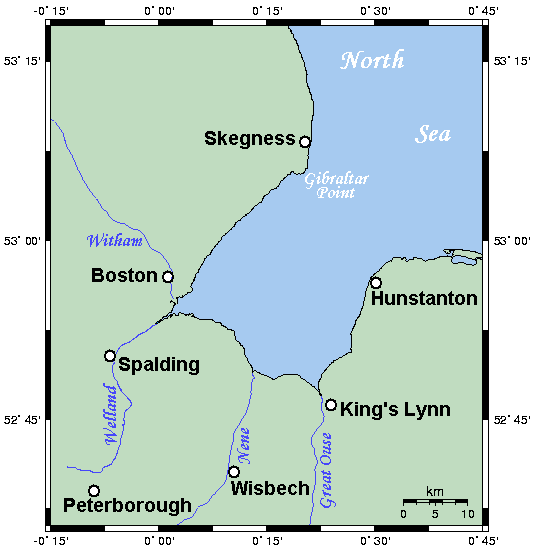
Mapa

The Wash je mělký záliv Severního moře na východním pobřeží Anglie (hrabství Norfolk a Lincolnshire). Je společným estuárem řek Great Ouse, Nene, Welland a Witham. Má charakteristický pravoúhlý tvar, je zhruba 25 kilometrů dlouhý a 20 kilometrů široký. Maximální hloubka dosahuje čtyřiceti metrů, plavba je obtížná kvůli množství písečných lavic pod hladinou a je možná jen v určitých koridorech. Teplota vody v zimě klesá k nule a v létě přesahuje 20 °C. Záliv byl původně údolím velké řeky, která zde vznikla v období eemského interglaciálu. 
Při přílivu vody ze zálivu zaplavovaly také přilehlou nížinu The Fens, táhnoucí se do vnitrozemí jižně a západně. Ta byla koncem středověku z většiny vysušena a opatřena ochrannými hrázemi a využívá se k zemědělství. Pobřeží lemují rozsáhlá slaniska, která jsou chráněna jako ptačí oblast: vyskytuje se zde husa krátkozobá, husice liščí, berneška tmavá, ostralka štíhlá, kulík zlatý, ústřičník velký, břehouš černoocasý, koliha velká, vodouš rudonohý, čejka chocholatá a další druhy. V zálivu žije také tuleň kuželozubý, provozuje se zde rybolov a chov slávky jedlé. Severní hranici The Wash tvoří mys Gibraltar Point, který je přírodní rezervací. 
Okolí zálivu je řídce zalidněné, nejsou zde větší města ani velké obchodní přístavy. Přímo na břehu se nachází jen na východě městečko Hunstanton, na jihozápadním konci zálivu se prostírá vojenská základna RAF Holbeach. V historii byly významnými přístavy King's Lynn a Boston. Záliv je známý také tím, že král Jan Bezzemek zde těsně před svou smrtí hledal útočiště před francouzskými vojáky a při nenadálém přílivu přišel o korunovační klenoty. Poblíž východního pobřeží zálivu se nachází Sandringham House, letní rezidence britské královské rodiny.